# Любино Поле (мемориал)
Лю́бино По́ле — мемориал, расположенный на автодороге Санкт-Петербург — Москва на территории Чудовского района Новгородской области. Мемориал посвящён памяти павших воинов, сражавшихся на Волховском фронте в годы Великой Отечественной войны.
Мемориал состоит из ряда каменных плит, на которых выбиты около 11 тысяч фамилий павших воинов. В центре мемориала расположена фигура скорбящей женщины. Памятник расположен неподалёку от места захоронения советских солдат на территории деревни Любино Поле.
Изначально мемориал планировали открыть к 50-летию Дня Победы, однако из-за нехватки финансирования это случилось на 5 лет позже - 8 мая 2000 года. На территории захоронения содержатся останки не только воинов из Любина Поля, но также и близлежащих деревень: Трегубова, Спасской Полисти, Ольховки. Эта же информация отражена и на самом мемориале. Среди погребённых бойцов есть также принадлежавшие к 382-й стрелковой дивизии.

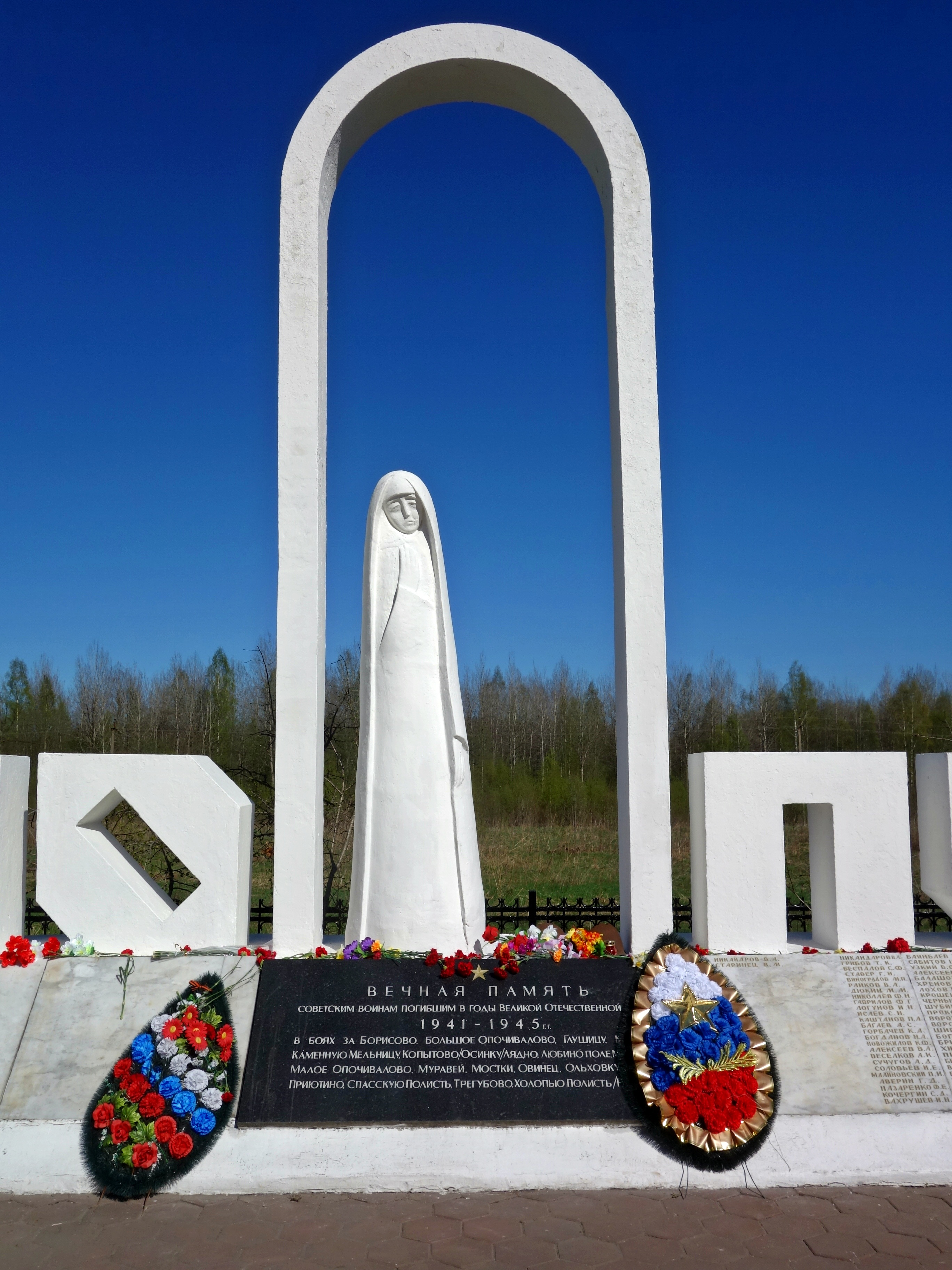
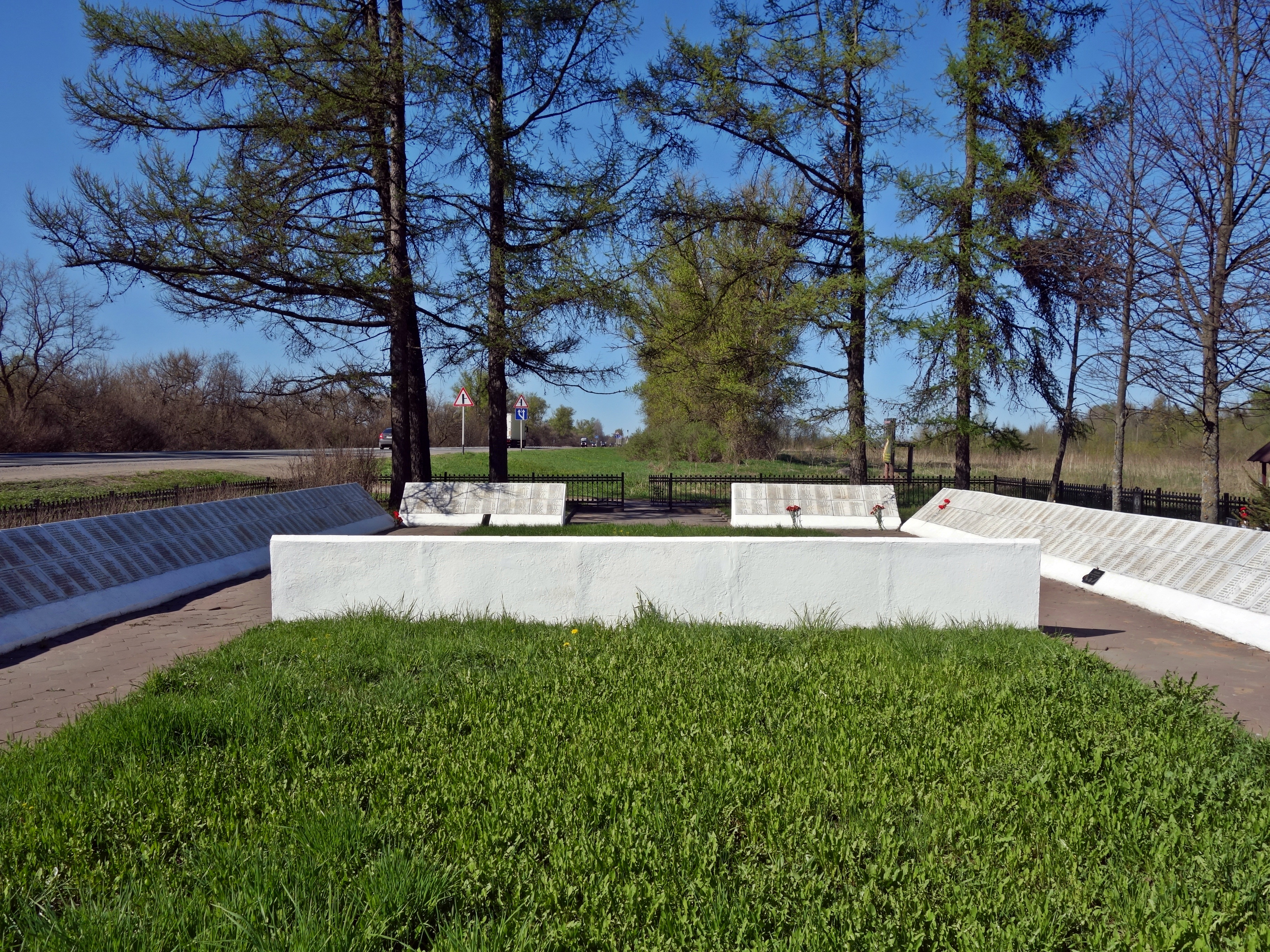
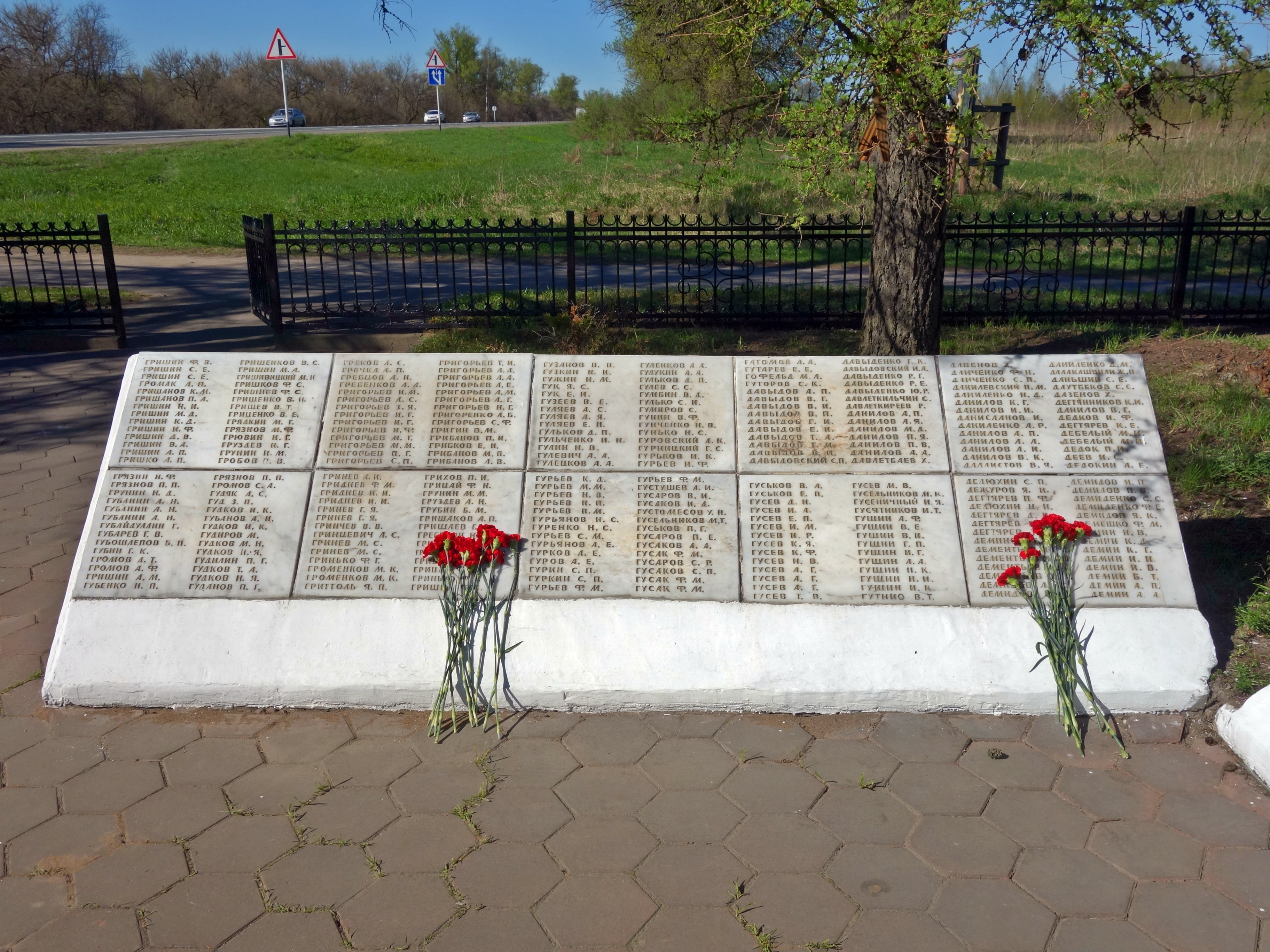